# يان توماس (لاعب كرة قاعدة)
يان توماس (بالإنجليزية: Ian Thomas)‏ هو لاعب كرة قاعدة أمريكي، ولد في 20 أبريل 1987 في نورفولك في الولايات المتحدة.

## وصلات خارجية
- يان توماس على موقع دوري كرة القاعدة الرئيسي (الإنجليزية)
- يان توماس على موقعبيزبول رفرنس.كوم (الدوري الرئيسي) (الإنجليزية)
- يان توماس على موقعبيزبول رفرنس.كوم (الدوري الثانوي) (الإنجليزية)
- يان توماس على موقع إي إس بي إن.كوم (أم.أل.بي) (الإنجليزية)
- يان توماس على موقع مشجعي الرسوم البيانية (الإنجليزية)